# Манчестер 62
«Манчестер 62» (англ. Manchester 62 F.C.) — футбольний клуб з Гібралтару. Виступає у Прем'єр-дивізіоні на стадіоні «Вікторія». Резервісти «Манчестер 62» беруть участь у турнірі резервістів.

## Історія
Клуб заснований у 1962 році. Названий на честь англійського клубу Manchester United групою прихильників після того, як Метт Басбі дав дозвіл на використання назви.

### Назви клубу
- 1962–2000 : Manchester United (Gibraltar) Football Club.
- 2000–2002 : Manchester United Eurobet Football Club.
- 2002–2008 : Manchester United (Gibraltar) Football Club.
- 2009–2013 : Manchester United Digibet Football Club.
- 2013– : Manchester 62 Football Club.

## Досягнення
- Прем'єр-дивізіон: 7

1975, 1977, 1979, 1980, 1984, 1995, 1999
- Кубок скелі: 4

1974, 1977, 1980, 2003
- Суперкубок Гібралтару: 2

2003, 2006